# Стройтрансгаз
АО «Стройтрансгаз» (полное наименование — Акционерное общество «Стройтрансгаз»; предыдущее название — Открытое акционерное общество «Стройтрансгаз») — советская, а затем российская инжиниринговая и строительная компания. Штаб-квартира компании расположена в Москве.

## История
ОАО «Стройтрансгаз» было основано в 1990 году как небольшая строительная фирма. Компания была создана с целью выполнения в СССР и за рубежом работ по строительству и капитальному ремонту газопроводов, компрессорных станций, обустройству газовых промыслов и проч.
В 1992 году компания подписала первый генеральный контракт на строительство компрессорных станций с «Газпромом». «Газпром» в 1990-х годах обеспечивал «Стройтрансгазу» 80 % портфеля заказов. В то время блокирующим пакетом акций «Стройтрансгаза» владели дети руководителя «Газпрома» Р. И. Вяхирева и прежнего главы «Газпрома» В. С. Черномырдина с дружественными им структурами. После смещения Вяхирева с поста главы «Газпрома» и прихода на этот пост А. Б. Миллера блокирующий пакет был выкуплен в интересах «Газпрома» предпринимателем А. Б. Усмановым.
В 1994 году «Стройтрансгаз» впервые в отечественной практике построил газопровод в США. Кроме того, были возведены газопроводы-отводы в Греции и Финляндии. С 1996 года и до завершения строительства компания являлась генеральным подрядчиком строительства газопровода «Ямал — Европа».
В 2002 году «Стройтрансгаз» выиграл тендер на строительство водовода в индийском городе Ченнаи, штат Мадрас. В этом же году компания выиграла три крупных тендера на строительство трубопроводов. В 2003 году «Стройтрансгаз» завершил строительство нефтепровода Хауд-эль-Хамра — Арзев протяжённостью 403 км в Алжире. В эксплуатацию был сдан газопровод «Голубой поток», подрядчиком которого был «Стройтрансгаз». Завершено строительство газопровода «Заполярное — Новый Уренгой». С 2006 года «Стройтрансгаз» участвовал в работах по строительству нефтепровода «Восточная Сибирь — Тихий океан» (ВСТО). Вторая очередь нефтепровода была сдана в 2012 году.
В декабре 2007 года контроль над компанией получили структуры российского предпринимателя, совладельца фирмы Gunvor Г. Н. Тимченко.
В 2009 году был подписан контракт с «Транснефтью» на строительство участка нефтепровода Балтийская трубопроводная система-II в Новгородской области. В 2010 году «Стройтрансгаз» выиграл тендер на строительство газопровода Gazellе на территории Чехии. В 2011 году в рамках проекта была введена в эксплуатацию станция пропуска и замера газа «Брандов», а в 2013 году было завершено строительство газопровода.
В мае 2010 года «Стройтрансгаз» начал строительство блока № 4 Калининской АЭС, тем самым расширив сферу своей деятельности. Этот проект стал референтным для вхождения в сферу строительства объектов Единой Национальной Энергетической сети (ЕНЭС) России сверхвысокого класса напряжения. В 2012 году были завершены работы по строительству различных объектов выдачи мощности Калининской АЭС, в том числе подстанций Грибово, Дорохово и ряд линий электропередач.
В 2014 году распоряжением Правительства РФ ОАО «Стройтрансгаз» было назначено генеральным подрядчиком строительства стадионов к Чемпионату мира по футболу FIFA 2018 в двух городах — Волгограде и Нижнем Новгороде.
Осенью 2019 года АО «Стройтрансгаз» назначено генподрядчиком строительства музейных и театрально-образовательных комплексов, которые возводятся в рамках исполнения Указа Президента РФ «О национальных целях и стратегических задачах развития Российской Федерации на период до 2024 года». В рамках проектов в городах появятся филиалы Большого театра, Русского музея и Третьяковской галереи, концертные залы, театр оперы и балета, музейные и выставочные пространства, хореографические академии, филиалы Высшей школы музыкального театрального искусства и Российского государственного института сценических искусств и др.

## Собственники и руководство
Контрольный пакет акций АО «Стройтрансгаз» принадлежит ООО «ОСХ». С декабря 2015 года ООО «ОСХ» контролировалась Геннадием Тимченко, владельцем инвестиционной компании ООО «Волга Груп».
С 23 ноября 2022 года пост генерального директора компании занимает Дмитрий Владимирович Лебедев.

## Санкции
28 апреля 2014 года, в связи с аннексией Крыма Россией и войной в Донбассе, компания внесена в санкционный список США, 4 мая 2014 года попала под санкции Канады.
19 октября 2022 года, в связи со вторжением России на Украину, компания попала под санкции Украины.

## Деятельность
АО «Стройтрансгаз» — один из крупнейших российских подрядчиков, предоставляющий полный комплекс строительных и инжиниринговых услуг в области возведения объектов электроэнергетики, нефтегазовой и нефтегазохимической отраслей, промышленной, транспортной и гражданской инфраструктуры.
Объекты, возведенные «Стройтрансгазом», расположены в 20 странах мира, включая США, Ближнего Востока, Северной Африки, Европы, Юго-Восточной и Средней Азии.

## Памятники сотрудникам
В поселке Новозаполярный Тазовского района ЯНАО на установке комплексной подготовки газа УКПГ-2С Заполярного НГКМ в 2004 году был открыт памятник А. Н. Бушуеву, генеральному директору уренгойского филиала ОАО «Стройтрансгаз».